# Винка Елесин
Винка Елесин (енгл. Vinka Ellesin; Акрон, око 1921 — Вентура, 1988) била је певачица српског порекла из Сједињених Америчких Држава. Прославила се певајући српске староградске песме и севдалинке. Била је једна од најпопуларнијих певача југословенске дијаспоре у Америци свих времена. У српској националној заједници у Америци била је позната као „Краљица севдалинке”. Наступала је и снимала са већином чувених извођача народне и староградске музике тог времена.

## Биографија
Винка Елесин рођена је у Акрону (Охајо) око 1921. године у породици српских досељеника, Ђоке и Софије (Соке) Елесин. Већ са 16 година наступила је као певачица у националном радио програму. Након неколико година преселила се у Детроит (Мичиген), где је током Другог светског рата наставила своју певачку каријеру. Удала се за Пита Поповића, а касније се преселила у Калифорнију, у град Вентура, где је живела до краја живота. Осим музичке каријере у Вентури је била и власница туристичке агенције Ventura Travel Service. Умрла је 1988. године. Њен син Алексис Елесин пошао је њеним стопама и бави се такође певањем српске народне музике.

## Музичка каријера
Винка Елесин певачку каријеру започела је већ са 16 година наступајући на националној радио станици. Касније је наступала у клубовима, између осталих и у популарном клубу Црни кит (Black Whale) у Кливленду, где ју је 1938. вођа бенда Семи Кеј (Sammy Kaye) позвао на аудицију за главни вокал у његовом оркестру. Она је ову понуду одбила, желећи да се посвети српској народној музици. 
Током Другог светског рата живела је у Детроиту, где је наступала у клубовима Плави Дунав (Blue Danube) и Руски самовар (Russian Samovar). После рата сели се у Питсбург и редовно наступа у клубу Sunrise Inn у Монровилу. Њена каријера трајала је од 30-их до 70-их година 20. века. За то време Винка Елесин је певала широм Северне Америке и Аустралије, али је такође често наступала и на  локалним догађајима Српске националне федерације.

### Репертоар
Традиционална музика са простора бивше Југославије у другој половини 20. века била је изузетно популарна међу исељеницима у северноамеричким земљама. Зато су је изводили многи музичари, како они који су одлазили у Америку да снимају албуме тако и уметници пореклом са Балкана, рођени у Америци. Винка Елесин припадала је овој другој групи и сврстава се међу пионире међу овим интернационалним музичарима. Њен репертоар чиниле су песме са простора бивше Југославије, а највише оне из Босне и Србије. Посебно је била позната по извођењу севдалинки, због чега је и била називана „краљицом севдаха”. Наступала је са многим чувеним југословенским музичарима, међу којима је и Едо Љубић, један од најпознатијих југословенских певача у периоду између два светска рата.
Винка Елесин снимила је више музичких синглова и албума. Међу песмама које је певала најпознатије су:
- Кад ја пођох на Бембашу[3]
- Мој Милане
- Мили Боже а што ми га нема[9]
- Нигдје зоре ни бијела дана[10]

## Почасти и признања
Винка Елесин је за свој уметнички рад добила многа признања. Године 1975. примљена је у Тамбурашку кућу славних. Године 1977. је, поводом обележавања „златне годишњице” њене певачке каријере, у Детроиту организована свечана вечера. Десет година касније, 1987, конгресменка Хелен Делић Бентли из Мериленда одала јој је почаст у име Сједињених Држава и брзо затим лобирала код тадашњег председника САД Роналда Регана да потпише писмо честитке Винки Елесин. 
Многе новине писале су о Винки Елесин током њене певачке каријере, а највише оне намењене српској дијаспори, попут Америчког Србобрана (American Srbobran), у којима су често помињани њени наступи и сумирана њена певачка каријера.